# Хиршзон, Саша
Саша Хиршзон (хорв. Saša Hiršzon; род. 14 июля 1972, Вараждин, СФРЮ) — хорватский теннисист и теннисный тренер. Победитель двух турниров ATP в парном разряде, финалист командного Кубка мира (1995), игрок сборной Хорватии в Кубке Дэвиса и на Олимпийских играх 1996 года.

## Игровая карьера
Начал играть в теннис в возрасте 6 лет. Был чемпионом Югославии среди мальчиков и юношей в возрастных категориях до 12, 14, 16 и 18 лет, а в составе загребского клуба «Металац» в 1988 и 1989 году выигрывал взрослое командное первенство страны. В международных юношеских соревнованиях лучший результат показал на Открытом чемпионате Австралии, где 18 лет дошёл до полуфинала в одиночном разряде среди юношей; этот же результат показал в розыгрыше Трофея Бонфильо — турнире высшей юношеской категории, проходящем в Италии.
В 1991 году пробился в финал турнира класса ATP Challenger в Реджо-ди-Калабрия (Италия), занимая 352-е место в рейтинга ATP и обыграв по пути Роберто Азара — игрока из первой сотни рейтинга. В 1993 году дважды играл в финалах «челленджеров» в паре с Кристианом Руудом, в Монтобане (Франция) завоевав первый титул на этом уровне. С соотечественником Гораном Иванишевичем дошёл также до полуфинала турнира основного тура ATP в Кицбюэле после победы над одной из ведущих пар мира Эмилио Санчес—Серхио Касаль.
С 1994 года выступал за сборную Хорватии в Кубке Дэвиса, в первый же год участия пробившись с командой в Мировую группу, но в следующем сезоне вновь её покинув. В общей сложности провёл в сборной 5 сезонов, за это время сыграв 23 встречи в 9 матчах (6 побед при 8 поражениях в одиночном разряде и 5 побед при 5 поражениях в парах). В 1995 году также стал со сборной финалистом командного Кубка мира, в полуфинале нанеся поражение бывшему игроку первой десятки рейтинга Андрею Чеснокову. В начале того же года выиграл с Иванишевичем второй за карьеру «челленджер» в парном разряде, а осенью стал победителем турнира ATP в Бордо.
На Олимпиаде в Атланте в 1996 году Иванишевич и Хиршзон дошли до четвертьфинала, обыграв четвёртую сеяную пару Юнас Бьоркман-Никлас Культи, но затем уступили будущим бронзовым призёрам Марку-Кевину Гёлльнеру и Давиду Приносилу. В конце сезона хорваты стали полуфиналистами турнира высшей категории ATP в Штутгарте, на тай-брейке в решающем сете проиграв Паулу Хархёйсу и Якко Элтингу, а в начале следующего года завоевали второй совместный титул в турнирах ATP, победив у себя на родине в Загребе.
После выхода в 3-й круг на Уимблдоне 1997 года Хиршзон поднялся в парном рейтинге ATP до 85-го места, высшего в карьере. В одиночном разряде, однако, его успехи был намного ниже, и хотя он рассматривался в хорватской прессе как второй игрок страны после Иванишевича, в рейтинге он не попадал даже во вторую сотню. Завершил выступления в возрасте 27 лет из-за проблем со спиной и финансовых трудностей.

## Положение в рейтинге в конце года
| Год              | 1990 | 1991 | 1992 | 1993 | 1994 | 1995 | 1996 | 1997 | 1998 |
| ---------------- | ---- | ---- | ---- | ---- | ---- | ---- | ---- | ---- | ---- |
| Одиночный разряд | 350  | 250  | 422  | 214  | 327  | 454  | 344  | 1281 | 428  |
| Парный разряд    | 483  | 493  | 466  | 214  | 313  | 190  | 123  | 136  | 139  |

## Финалы турниров за карьеру

### Парный разряд (2-0)
| Результат | №  | Дата             | Турнир           | Покрытие | Партнёр          | Соперники в финале          | Счёт в финале |
| --------- | -- | ---------------- | ---------------- | -------- | ---------------- | --------------------------- | ------------- |
| Победа    | 1. | 17 сентября 1995 | Бордо, Франция   | Хард     | Горан Иванишевич | Дэнни Сапсфорд Хенрик Хольм | 6-3, 6-4      |
| Победа    | 2. | 2 февраля 1997   | Загреб, Хорватия | Ковёр(i) | Горан Иванишевич | Мак Кейл Брент Хайгарт      | 6-4, 6-3      |

### Командные турниры (0-1)
| Результат | №  | Год  | Турнир                            | Покрытие | Команда                              | Соперники                                   | Счёт |
| --------- | -- | ---- | --------------------------------- | -------- | ------------------------------------ | ------------------------------------------- | ---- |
| Поражение | 1. | 1995 | Кубок мира, Дюссельдорф, Германия | Грунт    | Хорватия · Г. Иванишевич, С. Хиршзон | Швеция · Ю. Бьоркман, М. Ларссон, С. Эдберг | 1-2  |

### Тренерская карьера
По завершении выступлений Хиршзон продолжал теннисную карьеру как тренер. Наиболее известно его сотрудничество с Каролиной Шпрем, с которой он начал заниматься ещё на юношеском уровне и которая с его помощью поднялась до 17-го места в рейтинге WTA. Работа Хиршзона со Шпрем продолжалась 5 лет, но завершилась разрывом в 2004 году. С 2001 по 2004 год работал помощником тренера сборной Хорватии в Кубке Дэвиса Николы Пилича. Хиршзон также в разное время тренировал таких хорватских игроков как Желько Краян, Саша Туксар и Тереза Мрдежа. Устав от разъездов по разным турнирам с подопечными, он затем нашёл работу тренером в теннисной школе Вараждина, а затем занял должность директора в местном спортивном клубе.